# Тюнтюгур (Восточный сельский округ)
Тюнтюгур (каз. Тімтуір) — село в Карасуском районе Костанайской области Казахстана. Входит в состав Восточного сельского округа. Расположено на северном берегу одноимённого озера Тюнтюгур. Код КАТО — 395236900.

## Население
В 1999 году население села составляло 544 человека (290 мужчин и 254 женщины). По данным переписи 2009 года, в селе проживало 158 человек (84 мужчины и 74 женщины).